# دیوید کاستلی
دیوید کاستلی (انگلیسی: Davide Castelli؛ زادهٔ ۳۰ اوت ۱۹۹۹) بازیکن فوتبال است.